# Det sociala spelet
Det sociala spelet är ett humor-TV-program som sänds på kanalen TV4.

## Handling
Programmet tar upp om småsaker som har att göra med det sociala i livet, allt ifrån pinsamheter till vad som är rätt och fel i vissa situationer. Förutom uppträdnaden i studion visas också sketcherna Den oskrivna lagen och Dilemma.
I Den oskrivna lagen visas informationsfilmer om vad som är rätt att göra i olika sociala situationer. I Dilemma får man se en situation som visar tre alternativ på hur man löser dem. 

## Medverkande

### Programledare
- David Hellenius

### Lagledare
- Felix Herngren
- Christine Meltzer

### Besökare
- Alex Schulman
- Jonas Gardell
- Anders Jansson
- Carina Berg
- Kristoffer Appelquist
- Petra Mede
- David Batra